# Arius gagorides
Arius gagorides es una especie de pez de la familia Ariidae en el orden Siluriformes.

## Geográfica
Se encuentran en Asia: Bengala.